# Jihoafrické námořnictvo
Jihoafrické námořnictvo je námořní složkou ozbrojených sil Jihoafrické republiky. V současnosti ho tvoří čtyři protiletadlové fregaty, tři ponorky, 31 hlídkových lodí a člunů, dvě minolovky, výzkumná loď, tanker a několik přístavních remorkérů.

## Historie

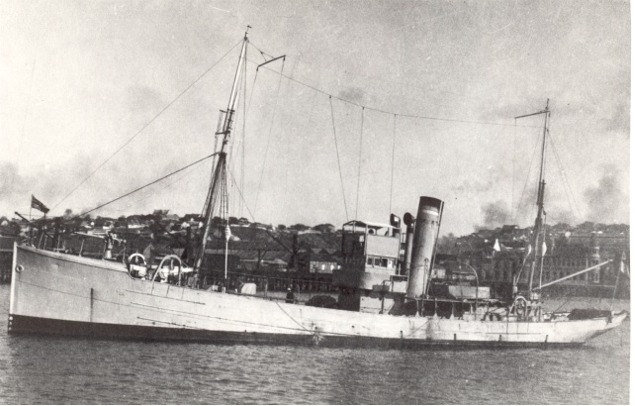
Trawler HMSAS Immortelle

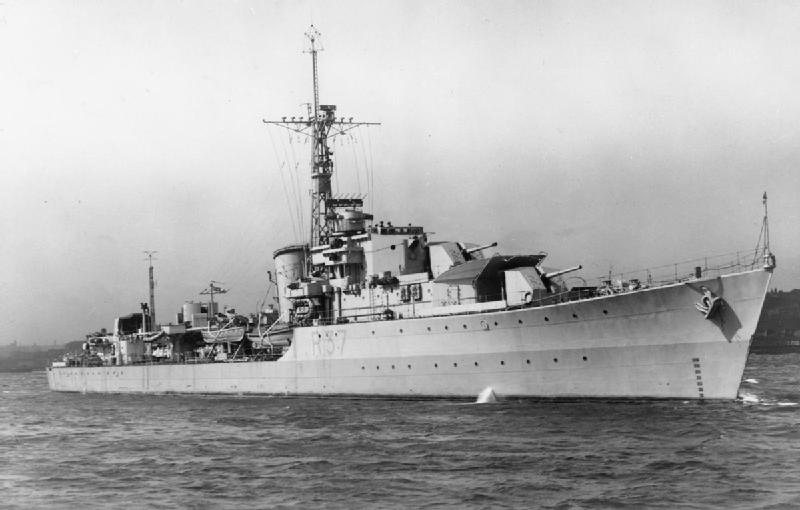
Torpédoborec Simon van der Stel

První stálé jihoafrické námořnictvo (tehdy se jednalo o námořnictvo britského dominia Jihoafrické unie) bylo zřízeno 1. dubna 1922 jako South African Naval Service. Tehdy jeho vybavení tvořila pouze výzkumná loď HMSAS Protea a dva minolovné trawlery HMSAS Sonneblom a HMSAS Immortelle. V tomto složení námořnictvo zůstalo až do doby velké hospodářské krize, kdy vláda rozhodla všechny tři lodi prodat a z námořnictva propustit téměř všechny osoby.
Rozvoj námořnictva přinesla až druhá světová válka, které se Jihoafrická unie účastnila na straně Spojenců. V lednu 1940 byla zřízena jednotka Seaward Defence Force, zajišťující likvidaci min a protiponorkové hlídkování v přilehlých vodách. Ta se v roce 1942 stala součástí nově zřízených Jihoafrických námořních sil (South African Naval Forces – SANF). Ty například v roce 1944 disponovaly až 87 loďmi, které operovaly na různých bojištích – například se podílely na doprovodu arktických konvojů či na vylodění v Normandii.
Po skončení války byla síla námořnictva omezena a v roce 1947 ho tvořily pouze tři fregaty třídy Loch, dvě minolovky a 15 menších lodí. V roce 1951 námořnictvo tvořilo 132 důstojníků a 1499 mužů. Jeho síly přitom posílily tři torpédoborce britské třídy W HMS Wessex, HMS Whelp a HMS Wrangler (Wrangler byl v té době přestavěn na fregatu typu 15, druhé dvě lodě byly později upraveny na fregaty typu 16), přejmenovaných na Jan van Riebeeck, Simon van der Stel a Vrystaat.
V roce 1955 podepsaly vlády Velké Británie a JAR tzv. Simonstownskou smlouvu, která potvrdila spolupráci obou zemí a rovněž znamenala převedení velení Jihoafrického námořnictva pod vládu JAR. Na základě této dohody jihoafrické námořnictvo v následujících letech získalo tři fregaty třídy Rothesay, deset minolovek třídy Ton a pět hlídkových člunů třídy Ford. V 60. letech byla dále získána zásobovací loď Tafelberg, tanker Annam a několik menších lodí. Na počátku 70. let byly zakoupeny tři první ponorky francouzské třídy Daphné a výzkumná loď Protea.
V roce 1974 byl podepsán kontrakt mezi Izraelem a Jihoafrickou republikou na výstavbu modifikovaných raketových člunů třídy Sa'ar 4 (třída Warrior), kterých bylo pro JAR postaveno celkem devět kusů. Další dodávky válečných lodí ale zkomplikovalo uvalení mezinárodního embarga na prodej zbraní Jihoafrické republice ze 4. listopadu 1977. Například projekt spolupráce na stavbě izraelských raketových člunů pokračoval v utajení.[nedostupný zdroj] V 80. letech byly hlavním přírůstkem ve stavu námořnictva minolovky třídy River a tanker Drakensberg, postavený v domácích loděnicích.
Konec apartheidu v roce 1989 umožnil zahájení modernizačních programů a reorganizaci námořnictva. To posílily čtyři v Německu postavené korvety třídy Valour a trojice ponorek německého typu 209. Jádro námořnictva tak tvoří nová moderní plavidla. Změnily se však i základní ideje a tradice, ke kterým se námořnictvo obrací (téměř všechny lodě byly přejmenovány).
Námořnictvo se dlouhodobě potýká s nedostatkem financí. V září 2019 jeho velitel Mosiwa Hlongwane varoval, že omezování rozpočtu námořnictva dramaticky snižuje počet hodin, které mohou jeho plavidla strávit na moři, což neumožňuje dostatečný výcvik posádek. Zhoršuje se také technický stav plavidel, přičemž akvizice nových je nedostatečná. Navrhované rozpočty na roky 2019-2023 nepostačí ani na generální opravu jedné ponorky. Z nejcennějších jihoafrických plavidel tak proběhla pouze částečná modernizace jedné ze čtyř fregat (Amatola v letech 2014–2015) a dokončená modernizace jedné ze tří ponorek (Manthatisi v letech 2013–2014). S dalšími modernizacemi se u fregat nepočítá do roku 2033 a u ponorek do roku 2035.

## Vlajka námořnictva

1922–1946
1946–1951
1951–1952
1952–1959
1959–1981
1981–1994
27 Duben 1994 - 11 Listopad 1994
1994–

## Složení
Seznam plavidel jihoafrického námořnictva.

### Fregaty

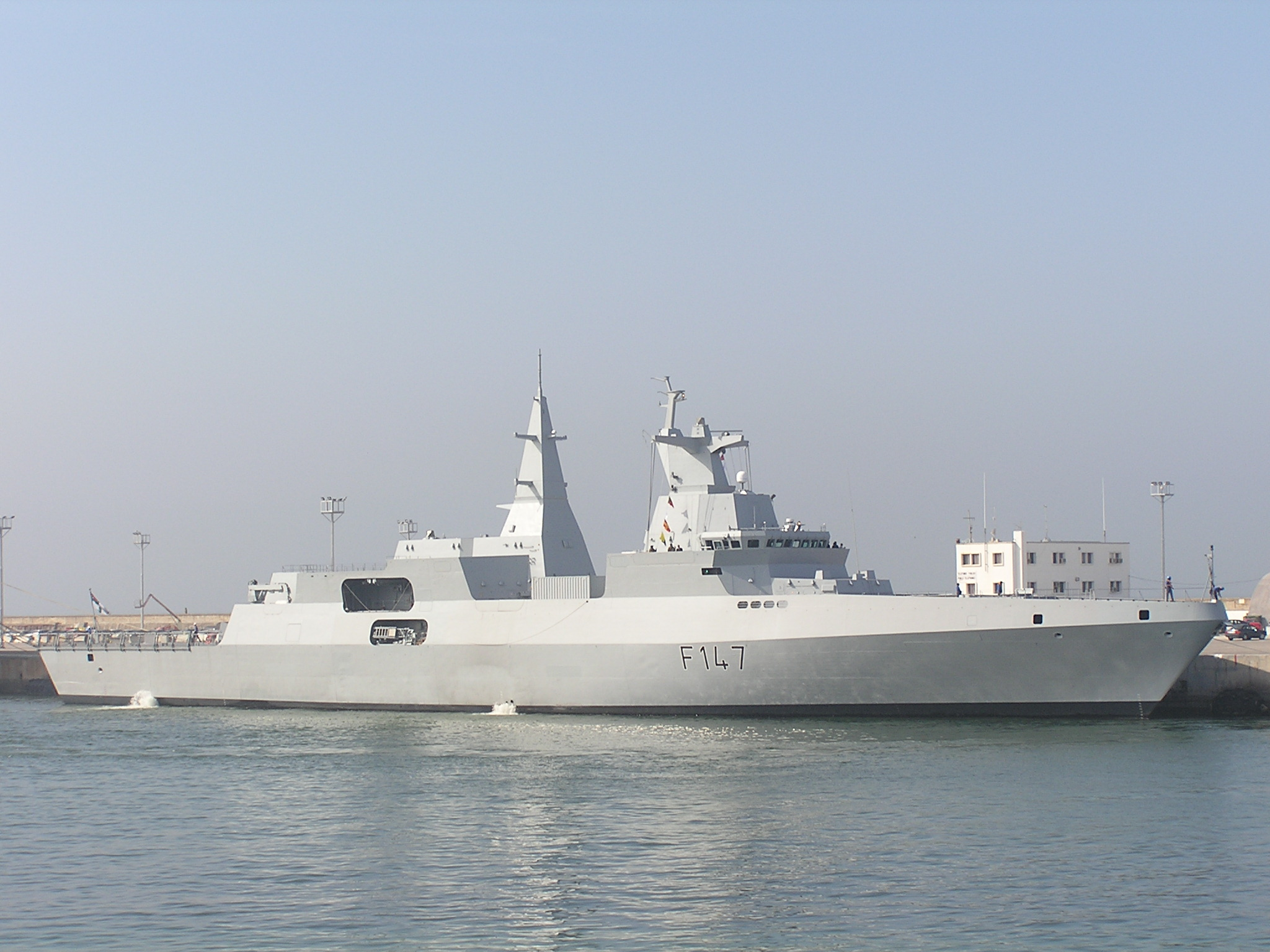
Fregata Spioenkop

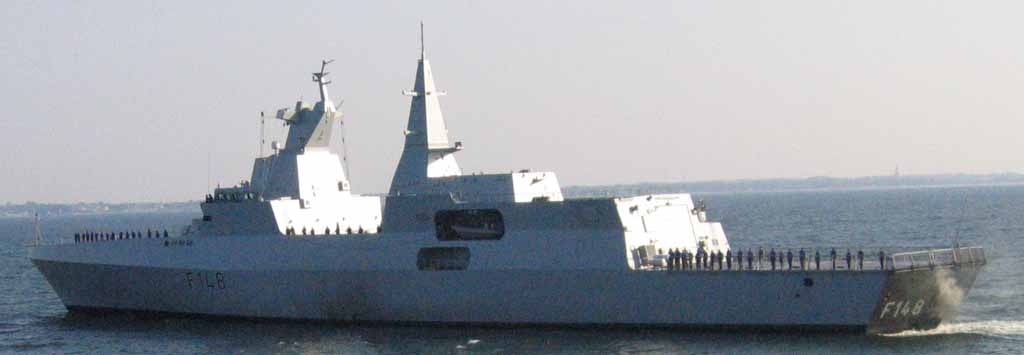
Fregata Mendi

- Třída Valour
  - Amatola (F145)
  - Isandlwana (F146)
  - Spioenkop (F147)
  - Mendi (F148)

### Ponorky
- Typ 209
  - Manthatisi (S101)
  - Charlotte Maxeke (S102)
  - Queen Modjadji I (S103)

### Hlídkové lodě

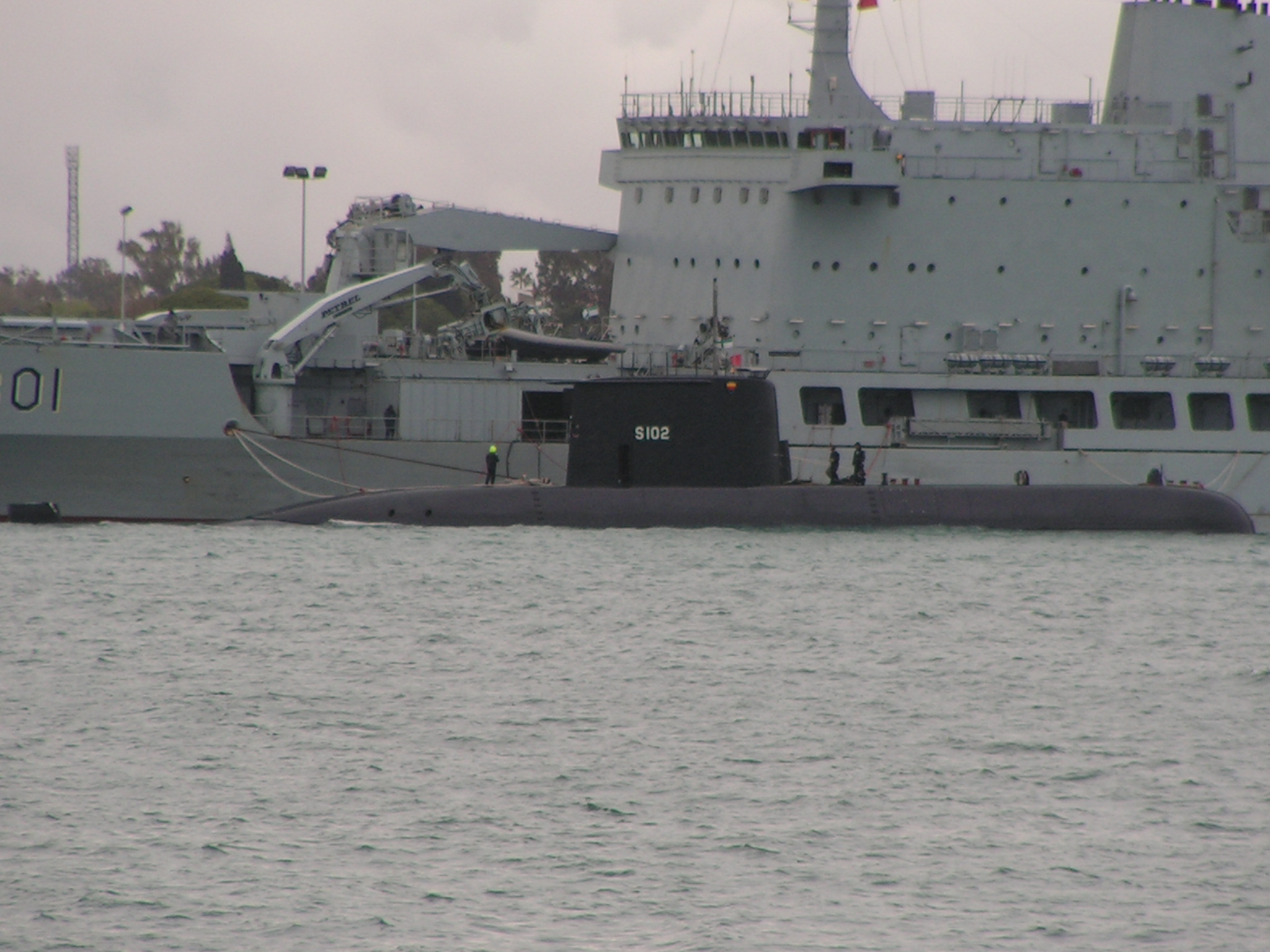
Ponorka Charlotte Maxeke

- Třída Warrior – Damen Stan Patrol 6211
  - King Sekhukhune I (P1571)

- Třída T
  - Tobie (P1552)
  - Tern (P1553)
  - Tekwane (P1554)

- Třída Namacurra (26 ks)

### Minolovky
- Třída River
  - Umkomaas (M1499)
  - Umzimkulu (M1142)

### Pomocné lodě

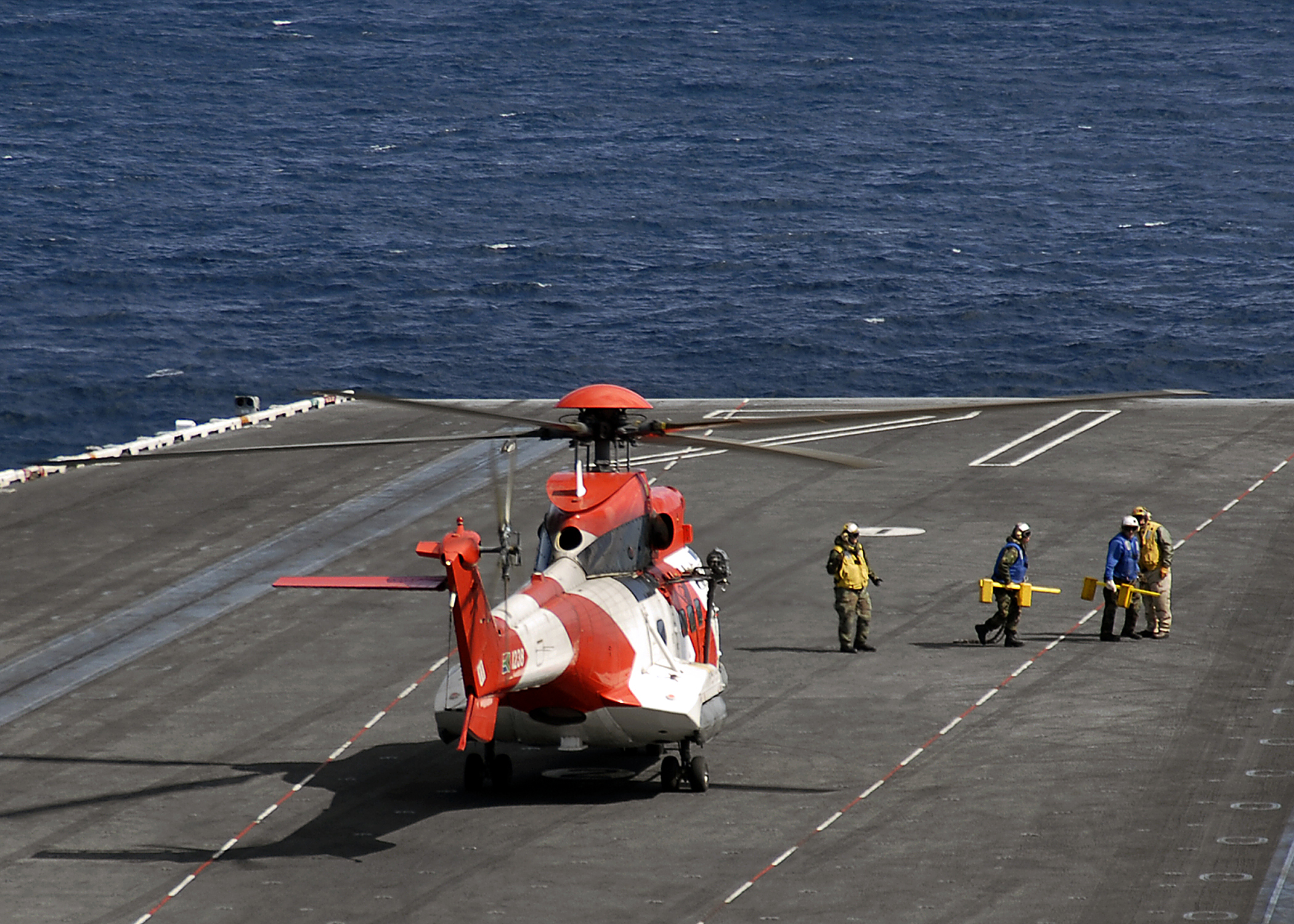
Jihoafrický vrtulník Atlas Oryx startuje z paluby americké letadlové lodě USS Theodore Roosevelt

- Drakensberg (A301) – tanker
- Protea (A324) – výzkumná loď

### Námořní letectvo
- Vrtulníky
  - 4× Westland Super Lynx 300
  - 8× Atlas Oryx
- Hlídková letadla
  - 5× Douglas Jet Prop DC-3 AMI

## Plánované akvizice
- Třída Warrior – 2 pobřežní hlídkové lodě Multi Mission Inshore Patrol Vessel (MMIPV) vyvinuté loděnicí Damen Group. Ve stavbě od února 2019.[6] Stavba další trojice byla zrušena.
- Nelson Mandela (A187) – Hydrografická výzkumná loď stavěná v rámci projektu Hotel, která nahradí plavidlo Protea. Ve stavbě od listopadu 2018.